# ناحیه ریورساید، شهرستان کوک، ایلینوی
ناحیه ریورساید (به انگلیسی: Riverside Township) یک منطقهٔ مسکونی در ایالات متحده آمریکا است که در شهرستان کوک (ایلینوی) واقع شده‌است. ناحیه ریورساید ۱۰٫۴۶ کیلومتر مربع مساحت دارد ۱۸۹ متر بالاتر از سطح دریا واقع شده‌است.